# Ctenochiton araucariae
Ctenochiton araucariae är en insektsart som beskrevs av Green 1900. Ctenochiton araucariae ingår i släktet Ctenochiton och familjen skålsköldlöss. Inga underarter finns listade i Catalogue of Life.